# Lluís Mallol i Suazo
Lluís Mallol i Suazo (Barcelona, 1900 - 1968) va ésser un dibuixant que estudià perspectiva amb Josep Calvo i Verdonces i seguí les classes del dibuixant Josep Triadó i Mayol a l'escola de Llotja.
Des del 1928 treballà com a litògraf a la Unió de Fotogravadors. Il·lustrà més de tres-cents contes de la col·lecció Patufet, i formà part de l'equip de dibuixants de l'editorial Baguñà. D'una gran correcció tècnica, el seu estil és molt influït per Junceda. Col·laborà durant molts anys com a dibuixant humorista al setmanari En Patufet.